# Shannon Elizabeth
Pour les articles homonymes, voir Elizabeth.
Shannon Elizabeth Fadal, simplement dite Shannon Elizabeth, née le 7 septembre 1973 à Houston, au Texas, est une actrice et mannequin américaine.
Elle se fait connaitre au grand public grâce à la comédie American Pie, sortie en 1999.
Elle enregistre également quelques bons résultats en tant que joueuse de poker au milieu des années 2000.
Parallèlement, elle apparaît dans de nombreux longs métrages s'illustrant essentiellement dans des comédies comme Scary Movie, Tomcats, American Pie 2, Jay et Bob contre-attaquent ou encore des films d'horreurs tels que 13 fantômes, Cursed... avant d'enchaîner films de série B, cinéma indépendant et téléfilms.

## Biographie

### Jeunesse et formation
Née d'un père syrien et d'une mère anglaise, d'origine irlandaise et allemande, elle grandit à Waco (Texas).
Durant sa jeunesse, elle prend des leçons de danse, y compris de jazz, de ballet et de claquettes. Pendant ses études secondaires, elle s’intéresse au tennis et envisage, dans un premier temps, de devenir professionnelle. Au lycée, elle est membre de l'équipe des cheerleader, de l'équipe de danse, ainsi que du conseil des étudiants.
Après l'obtention de son diplôme, elle déménage à New York afin d’entamer une carrière de mannequin, dans l'espoir de pouvoir percer dans le milieu de la comédie. Elle voyage partout à travers le monde et finit par s'installer à Los Angeles, après avoir signé pour Ford Models et finalement Elite Model Management.

### Carrière

#### Débuts dans le mannequinat et révélation au cinéma

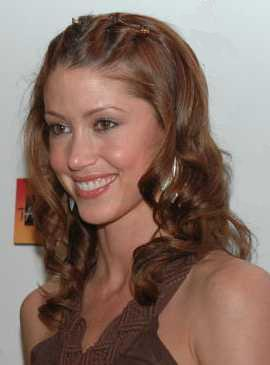
En 2006.

Environ un an après son arrivée, elle commence à prendre des cours de théâtre et rencontre son agent qui lui décroche alors son premier contrat d'envergure. Avant cela, elle pose pour le magazine Playboy entre 1997 et 1998, et apparaît dans diverses séries télévisées comme Arliss, Pacific Blue et Notre belle famille.
Elle démarre ensuite sa carrière au cinéma, et décroche ses premiers rôles dans deux films inédits en France. D'abord Jack Frost, une comédie d'horreur, et Dish Dogs, une romance avec Matthew Lillard et Sean Astin.
Elle décroche le rôle secondaire de Nadia, dans la comédie potache American Pie, sortie en 1999, ce qui la révèle au grand public. Une scène sexy retient notamment l'attention du grand public qui fait d'elle l'un des sex symbols du début des années 2000. Dès lors, l'actrice surfe sur cette image et cette popularité aussi soudaine qu'éphémère.
Il s'ensuit de nombreux longs métrages du même genre où elle joue de sa plastique : Scary Movie, réalisé par Keenen Ivory Wayans, connaît un franc succès et déclenche une saga cinématographique. Il s'agit d'une compilation d'extraits parodiques de films d'horreur, dans laquelle elle donne notamment la réplique à Anna Faris, Marlon Wayans et Regina Hall. Elle apparaît aussi dans le clip vidéo Be with You du chanteur Enrique Iglesias.
Elle est ensuite à l'affiche de Tomcats avec Jerry O'Connell. Elle retrouve le personnage de Nadia pour une apparition dans American Pie 2, et joue un rôle dans Jay et Bob contre-attaquent.
Dans le même temps, elle fait sa première incursion dans le registre du film d'horreur avec 13 fantômes de Steve Beck, jouant la fille aînée de Tony Shalhoub, aux prises avec des esprits maléfiques. Son exposition lui permet d'être élue Female Star of Tomorrow au ShoWest 2001, et elle décroche le prix du meilleur espoir féminin au Festival du film de Hollywood.
En 2003, elle joue un second rôle dans la comédie Love Actually et son casting choral qui rencontre un franc succès. Elle signe ensuite pour un rôle récurrent dans l'acclamée série That '70s Show. C'est à cette période qu'elle va s'initier au poker, en affinant ses talents sous la tutelle de coachs réputés. Elle fait notamment la rencontre de Antonio Esfandiari, Phil Laak et Jennifer Tilly.
Deux ans plus tard, elle seconde Christina Ricci sous la direction de Wes Craven pour le film d'horreur Cursed. Dans le même temps, elle rejoint la distribution principale de la série comique Cuts (en) qui ne connait que deux saisons.
En 2006, elle remporte le tournoi inaugural Nicky Hilton New Year's Eve Poker Tournament.

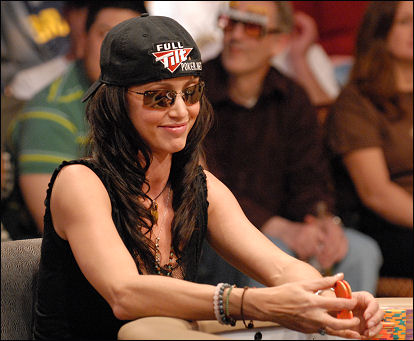
Au PokerStars Championship 2007.

#### Échecs successifs, poker et télévision
Sa carrière peine à décoller, et l'actrice enchaîne alors les projets moins exposés. Elle prête sa voix pour des jeux vidéo, et incarne des premiers rôles dans de nombreux téléfilms ou films de séries B.
En 2005, par exemple, elle est l'héroïne du téléfilm de Lifetime, Un mariage presque parfait avec Eddie McClintock. Elle est aussi le premier rôle féminin du drame Deal avec Burt Reynolds, et garde un pied dans l'horreur avec Night of the Demons, sorti en 2009.
Avant cela, en 2008, elle est candidate de l'émission de télévision Dancing with the Stars, du 17 mars au 29 avril, en duo avec Derek Hough.
En 2011, elle joue dans la comédie romantique indépendante A Novel Romance, laminée par la critique, mais qui lui vaut pourtant le titre de meilleure actrice lors d'un festival du cinéma indépendant. La même année, elle participe au clip vidéo Next To You de Chris Brown et Justin Bieber.
L'année d'après, elle reprend une dernière fois le rôle de Nadia pour un caméo dans American Pie 4 qui marque les grandes retrouvailles du casting original.
Elle poursuit dans les téléfilms familiaux et les émissions de télévision, principalement autour du poker,faisant partie de ses stars connues dans le milieu du tapis vert et des cartes,. Entre 2006 et 2013, elle enregistre 13 places payées sur le circuit professionnel, pour un total cumulé de 235 866 dollars de gain.
En 2018, elle participe à la première saison de Celebrity Big Brother sur CBS. L'année suivante, elle retrouve le personnage de Justice pour Jay and Silent Bob Reboot de Kevin Smith. Il s'agit du 7e long métrage de l'univers de fiction View Askewniverse créé par le réalisateur-scénariste.

### Vie personnelle

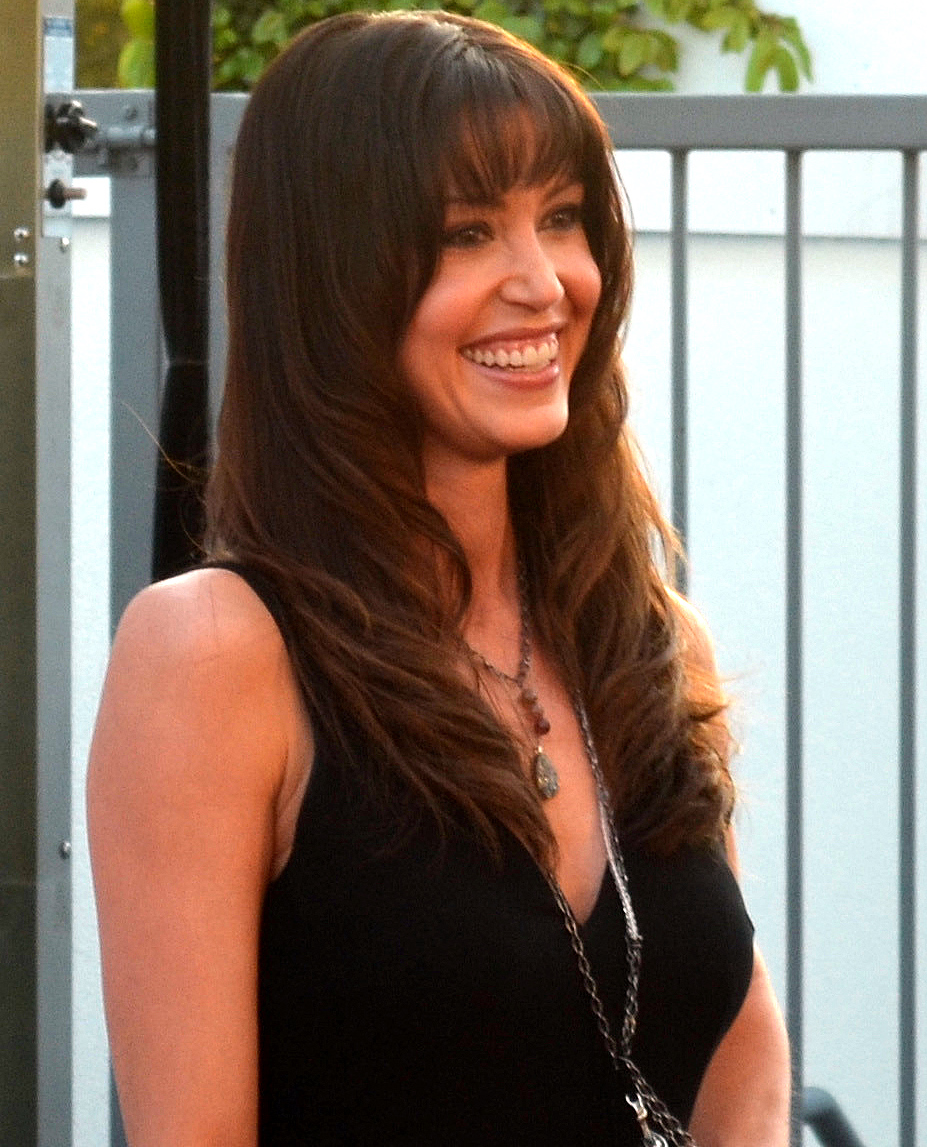
Au World Poker Tour 2012.

C'est une grande fan de l'équipe américaine de baseball Red Sox de Boston. Elle est végane et a créé sa propre association, en 2001, appelée Animal Avengers.
De 2002 à 2007, elle est mariée à Joseph D. Reitman (en), un acteur et producteur, principalement connu grâce à la série télévisée Happy! ainsi qu'à des longs métrages tels que En pleine tempête et Money Monster.
En 2008, elle figure à la vingt-neuvième place du classement des 100 femmes les plus sexy par le magazine Maxim. Auparavant, en 2002, le magazine australien Empire la classe à la huitième place des femmes les plus sexy du cinéma.
En 2014, elle a une relation avec Russell Simmons, un entrepreneur américain, cofondateur du label Def Jam Recordings.

## Filmographie

### Cinéma

#### Courts métrages
- 2002 : Survivin' the Island de Joseph D. Reitman (également productrice exécutive)
- 2016 : The Opera Singer de Steve Kahn : La jeune chanteuse d'opéra

#### Longs métrages
- 1996 : Jack Frost de Michael Cooney : Jill Metzner (directement sorti en vidéo)
- 1997 : Prise d'otages à Atlanta (Blast) d'Albert Pyun : Un otage
- 1999 : American Pie de Paul et Chris Weitz : Nadia
- 2000 : Scary Movie de Keenen Ivory Wayans : Buffy Gilmore
- 2000 : Evicted de Michael Tierney : Princess
- 2000 : Dish Dogs de Robert Kubilos : Anne (directement sorti en vidéo)
- 2001 : Tomcats de Gregory Poirier : Natalie Parker
- 2001 : American Pie 2 de James B. Rogers : Nadia
- 2002 : 13 fantômes de Steve Beck : Kathy Kriticos
- 2002 : Jay et Bob contre-attaquent (Jay and Silent Bob Strike Back) de Kevin Smith : Justice
- 2003 : Love Actually de Richard Curtis : Harriet
- 2004 : Johnson Family Vacation de Christopher Erskin : Chrishelle Rene Boudreau
- 2005 : Cursed de Wes Craven : Becky
- 2005 : The Kid & I (en) de Penelope Spheeris : Shelby Roma
- 2007 : The Grand de Zak Penn : Toni
- 2008 : Deal de Gil Cates Jr. : Michelle
- 2009 : Night of the demons d'Adam Gierasch : Angela Feld
- 2011 : A Novel Romance d'Allie Dvorin : Adi Schwartz
- 2012 : American Pie 4 (American Reunion) de Jon Hurwitz et Hayden Schlossberg : Nadia
- 2012 : A Green Story de Nick Agiashvili : Kelly
- 2012 : Golden Winter  de Sam Mendoti : Jessica Richmond
- 2014 : The Outsider de Brian A. Miller : Margo
- 2015 : Marshall the Miracle Dog de Jay Kanzler : Cynthia Lawson
- 2016 : Gibby de Phil Gorn : Ms. Martin
- 2016 : Swing Away de Michael A. Nickles : Zoe (également productrice exécutive)
- 2019 : Jay and Silent Bob Reboot de Kevin Smith : Justice
- prochainement : Playing with Beethoven de Jenn Page : Bryn

### Télévision

#### Téléfilms
- 1998 : Brigade de l'extrême de Ralph Hemecker : Une infirmière
- 1999 : Dying to Live de Rob Hedden : Vanessa Canningham
- 2003 : L'Affaire Enron (en) de Penelope Spheeris : Courtney
- 2005 : Un mariage presque parfait de Douglas Barr : Sam
- 2008 : Une femme sous emprise (You belong to me) de Richard Roy : Alex Wilson
- 2013 : Dans l'ombre du doute (In the Dark) de Richard Gabai : Linda
- 2013 : La star de Noël de John Bradshaw : Nikki

#### Séries télévisées
- 1996 : Arliss : Anya Slovachek (1 épisode)
- 1996 : La fille de l'équipe (en) : Nicole (1 épisode)
- 1997 : Notre belle famille : Cindy (1 épisode)
- 1997 : USA High : Melanie (1 épisode)
- 1998 : Pacific Blue : Jo (1 épisode)
- 1999 : Good Versus Evil : Cherry Valence (1 épisode)
- 2002 : Sexe et Dépendances : Dawn (1 épisode)
- 2002 : Voilà ! : Karen (1 épisode)
- 2002 : La Treizième Dimension : Sondra (1 épisode)
- 2003 - 2005 : That '70s Show : Brooke (saison 6, 8 épisodes et saison 7, 1 épisode)
- 2004 : One on One : Tiffany Sherwood (1 épisode)
- 2005 : Les Rois du Texas : Candee (voix, 1 épisode)
- 2005-2006 : Cuts : Tiffany Sherwood (rôle principal, 31 épisodes)
- 2013 : Melissa and Joey : Anita (1 épisode)

#### Clips vidéo
- 2000 : Be with You d'Enrique Iglesias
- 2008 : Gone de Lulla Bye
- 2011 : Next to you de Chris Brown et Justin Bieber

#### Jeux vidéo
- 2004 : 007 : Quitte ou double : Serena Sainte-Germaine (voix originale, capture de mouvement et physique)
- 2009 : Leisure Suit Larry: Box Office Bust : Amy Loveheart (voix)

## Distinctions

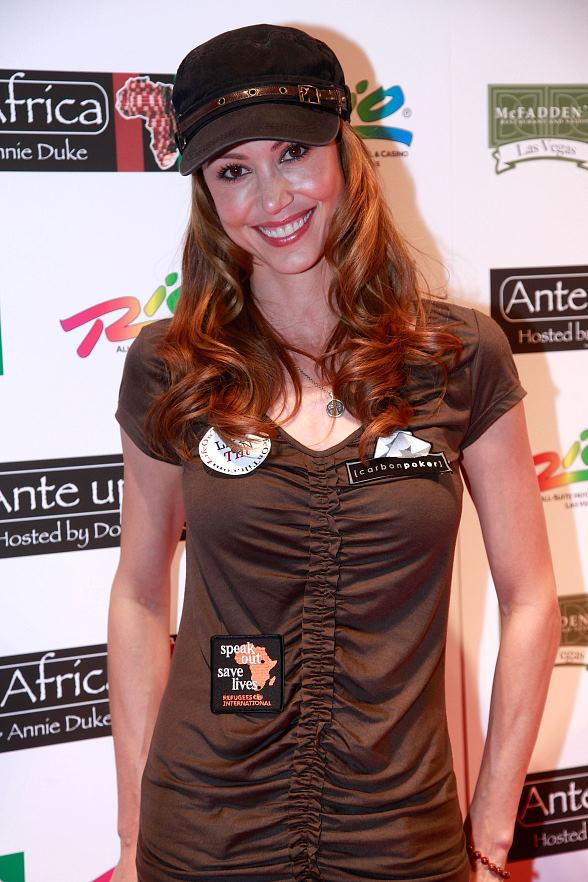
En 2010.

Sauf indication contraire ou complémentaire, les informations mentionnées dans cette section proviennent de la base de données IMDb.

### Récompenses
- Young Hollywood Awards 2000 : Meilleure distribution pour American Pie (aux côtés des autres interprètes du film)
- Hollywood Film Awards 2001 : Meilleure révélation féminine pour American Pie 2
- New York International Independent Film & Video Festival 2011 : Meilleure actrice pour A Novel Romance

### Nominations
- MTV Movie Awards 2000 : Meilleure révélation féminine pour American Pie
- The Stinkers Bad Movie Awards 2001 : pire actrice dans un second rôle pour American Pie 2, Jay et Bob contre-attaquent, 13 fantômes et Tomcats
- Phoenix Film Critics Society Awards 2004 : Meilleure distribution pour Love Actually (aux côtés des autres interprètes du film)